# Les Boxtrolls
Pour plus de détails, voir Fiche technique et Distribution.
Les Boxtrolls ou Trolls en boîte au Québec (The Boxtrolls) est un film américain d'animation en volume, en 3D, de Graham Annable et Anthony Stacchi sorti en 2014.

## Synopsis
Dans la ville fictive de Cheesebridge, à l'époque victorienne, où le fromage à plus de valeur que l'or, les rumeurs abondent selon lesquelles des trolls souterrains (appelés Boxtrolls pour les boîtes en carton qu'ils portent) ont enlevé et tué un jeune enfant. L'exterminateur Archibald Trappenard conclut un accord avec le chef de la ville, Lord Belle Raclette, pour exterminer chaque Boxtroll en échange de son appartenance au conseil de ville appelé les Chapeaux Blancs, malgré le fait qu'il soit fortement allergique au fromage. Trappenard élabore un plan diabolique et fait équipe avec ses trois fidèles conseillers, M. Truffe, M. Poireau et M. Gratton, pour duper les Chapeaux Blancs, exterminer les Boxtrolls, et atteindre ainsi les plus hautes sphères de la ville.
En réalité, les Boxtrolls sont pacifiques et sortent du sous-sol la nuit pour récupérer des objets jetés avec lesquels faire des inventions utiles. Un garçon humain nommé Œuf vit parmi eux, pris en charge par un Boxtroll nommé Poisson. Alors que Œuf grandit, il est consterné par les Boxtrolls enlevés par les Exterminateurs. Après qu'un soir, Winnie, la fille de Lord Belle Raclette, voit Œuf avec deux Boxtrolls, les hommes de Trappenard réussissent à capturer Poisson. Œuf remonte à la surface pour le retrouver et émerge lors d'une foire annuelle pour commémorer la disparition du "bébé Trubshaw" qui aurait été tué par des Boxtrolls.
Dégoûté par la représentation inexacte des créatures par la ville, Œuf suit Winnie. Après un bref échange, il lui demande comment se rendre au repaire des Exterminateurs situé dans une usine abandonnée. Au cours de l'évasion, Trappenard reconnaît Œuf comme le bébé Trubshaw et révèle que tous les Boxtrolls capturés lui construisent une machine. Winnie, qui a secrètement suivi Œuf, surprend cet échange. Elle aide ensuite Poisson et Œuf à échapper aux Exterminateurs et ils se réfugient dans les grottes des Boxtrolls, où Poisson explique que le père d'Œuf leur avait confié ce dernier quand il était bébé pour l'empêcher d'être utilisé comme otage par Trappenard. Winnie accepte d'aider Œuf à dire la vérité à son père.
Lors d'un bal organisé pour commémorer l'achat d'une roue à fromage géante qui a été commandée à l'aide de fonds destinés à un hôpital pour enfants, Œuf essaie d'atteindre Belle Raclette, mais est confronté à Madame "Frou-Frou" (l'alter égo de Trappenard, une meneuse de revue et coqueluche des Chapeaux Blancs). Tout en essayant d'éviter Trappenard, Œuf envoie par inadvertance la roue fromagée dans la rivière. Il s'annonce à la fête comme le bébé Trubshaw, mais personne ne le croit, y compris Belle Raclette, qui est trop contrarié de perdre son plus bel achat, même lorsque le jeune garçon fait une tentative désespérée en démasquant Trappenard.
Œuf essaie de persuader les Boxtrolls restants de fuir pour leur propre sécurité, mais son agressivité et sa frustration face à la passivité des trolls ne font que les pousser à se replier sur eux-mêmes davantage. Trappenard, grâce à la machine construite par les Boxtrolls captifs, creuse jusque dans les grottes et capture tous les rescapés. Œuf se réveille pour trouver son père Herbert Trubshaw prisonnier à côté de lui. Il voit les Boxtrolls empilés dans un broyeur et les supplie de quitter leurs boîtes et de s'enfuir, mais leurs boites sont impitoyablement aplaties sans qu'ils ne semblent réagir.
Trappenard conduit sa machine jusqu'à la maison de Lord Belle Raclette, lui montre les boîtes aplaties comme preuve de l'extinction des Boxtrolls et exige le chapeau blanc du maire en échange du meurtre du dernier Boxtroll, qui est en fait Œuf déguisé. Les Boxtrolls, qui se sont échappés du broyeur, ainsi qu'Herbert, libèrent Œuf, tandis que Trappenard, enragé que son plan ait été découvert, essaie de prendre le chapeau de Belle Raclette de force. Pendant le combat, M. Truffe et M. Poireau se rachètent, rejoignent l'équipe d'Œuf et aident le groupe à désactiver la machine, qui tombe sur M. Gratton, seul allié restant de Trappenard. Œuf et Trappenard sont éjectés et atterrissent sur la roue de fromage tout juste récupérée, ce qui déclenche l'allergie au fromage de Trappenard et le fait gonfler de manière disproportionnée. Il saisit Winnie et force Lord Belle Raclette à renoncer à son chapeau en échange de sa sécurité, mais il finit par exploser en morceaux après avoir goûté un échantillon de fromage vieilli.
Les citadins et les Boxtrolls entament une coexistence pacifique. Winnie remplace Frou-Frou et raconte l'histoire de la fin de Trappenard à une foule, tandis que Poisson et Œuf reprennent leur activité favorite : écouter de la musique, à bord de l'un des engins d'Herbert.

## Fiche technique
- Titre original : The Boxtrolls
- Titre français : Les Boxtrolls
- Titre québécois : Trolls en boîte
- Réalisation : Graham Annable et Anthony Stacchi
- Musique : Dario Marianelli
- Producteur : David Bleiman Ichioka et Travis Knight
- Société de production :Laika Entertainment
- Société de distribution : Focus Features
- Pays d'origine : États-Unis
- Langue : anglais
- Durée : 96 minutes
- Dates de sortie :
  - 26 septembre 2014 aux États-Unis
  - 15 octobre 2014 en France

## Distribution

### Voix originales

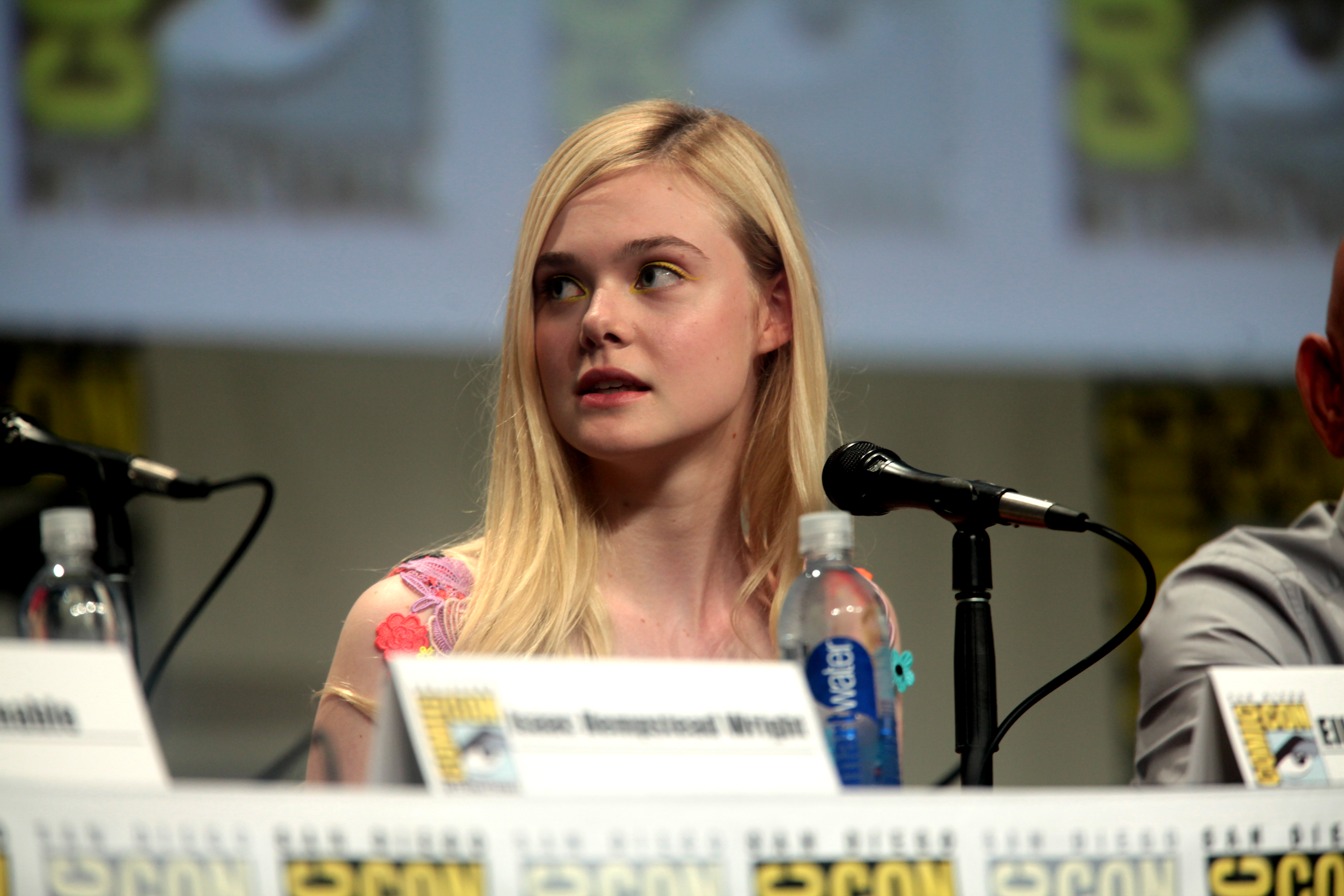
La comédienne Elle Fanning, venue présenter le film au Comic-Con 2014.

- Isaac Hempstead-Wright : Eggs
- Ben Kingsley : Archibald Snatcher
- Elle Fanning : Winnie
- Jared Harris : lord Portley-Rind
- Nick Frost : monsieur Trout
- Richard Ayoade : monsieur Pickles
- Tracy Morgan : monsieur Gristle
- Maurice LaMarche : sir Langsdale
- Simon Pegg : Herbert Trubshaw
- Toni Collette : lady Portley-Rind

### Voix françaises
- Miljan Chatelain : Œuf
- Michel Vuillermoz : Archibald Trappenard
- Adèle Ferrier : Winnie
- Alain Lenglet : lord Belle Raclette
- Pierre Diot : monsieur Truffe
- Christian Hecq : monsieur Poireau
- Olivier Podesta : Madame Frou-Frou (chant)
- Thierry Hancisse : monsieur Gratton
- Laurent Natrella : Herbert Trubshaw

Version française (VF) sur le site d’AlloDoublage).

### Voix québécoises
- Nicolas Poulin : Coco
- Jacques Lavallée : Archibald Chasseur
- Célia Gouin-Arsenault : Winnie
- Frédéric Desager : Maître Pinot-Gris
- Benoit Rousseau : M. LaTruite
- François  Caffiaux : M. Pointue
- Tristan Harvey : M. Gratouille
- Pierre Auger : Herbert Trubshaw

Version québécoise (VQ) sur le site de Doublage Québec (la société de doublage).

## Bande originale
Toute la musique est composée par Dario Marianelli.
| 1.    | The Unspeakable Has Happened                                                                             | 2:19 |
| 2.    | The Scavengers                                                                                           | 2:26 |
| 3.    | The Boxtrolls Cavern                                                                                     | 2:32 |
| 4.    | Eggs’ Music Box                                                                                          | 1:50 |
| 5.    | Quattro Sabatino (interprétée par Peter Harris, Alex Tsilogiannis, Thomas Kennedy et Edmund Saddington)  | 2:38 |
| 6.    | One Busy Night                                                                                           | 2:35 |
| 7.    | Rooftop Chase                                                                                            | 1:38 |
| 8.    | Broken Eggs                                                                                              | 2:00 |
| 9.    | Cheesebridge Funfair                                                                                     | 0:46 |
| 10.   | The Boxtrolls Song (écrite par Eric Idle, interprétée par Sean Patrick Doyle, Mark Orton et Loch Lomond) | 2:35 |
| 11.   | Snatcher and His Stooges                                                                                 | 1:34 |
| 12.   | Allergic                                                                                                 | 4:51 |
| 13.   | To the Rescue                                                                                            | 1:59 |
| 14.   | I’m Sure I Am Delicious                                                                                  | 1:59 |
| 15.   | I Was Given to Them                                                                                      | 2:53 |
| 16.   | What’s a Father?                                                                                         | 1:31 |
| 17.   | Slap Waltz                                                                                               | 2:28 |
| 18.   | Snatcher’s Dramatical Entrance                                                                           | 3:26 |
| 19.   | Look What You Did                                                                                        | 3:45 |
| 20.   | Jelly!                                                                                                   | 4:11 |
| 21.   | Last Battle                                                                                              | 3:43 |
| 22.   | Say Cheese                                                                                               | 2:01 |
| 23.   | Little Boxes (interprétée par Loch Lomond)                                                               | 2:36 |
| 24.   | Some Kids (interprétée par Loch Lomond)                                                                  | 3:03 |
| 25.   | Whole World (interprétée par Loch Lomond)                                                                | 1:34 |
| 60:02 | |      |

## Origine et production

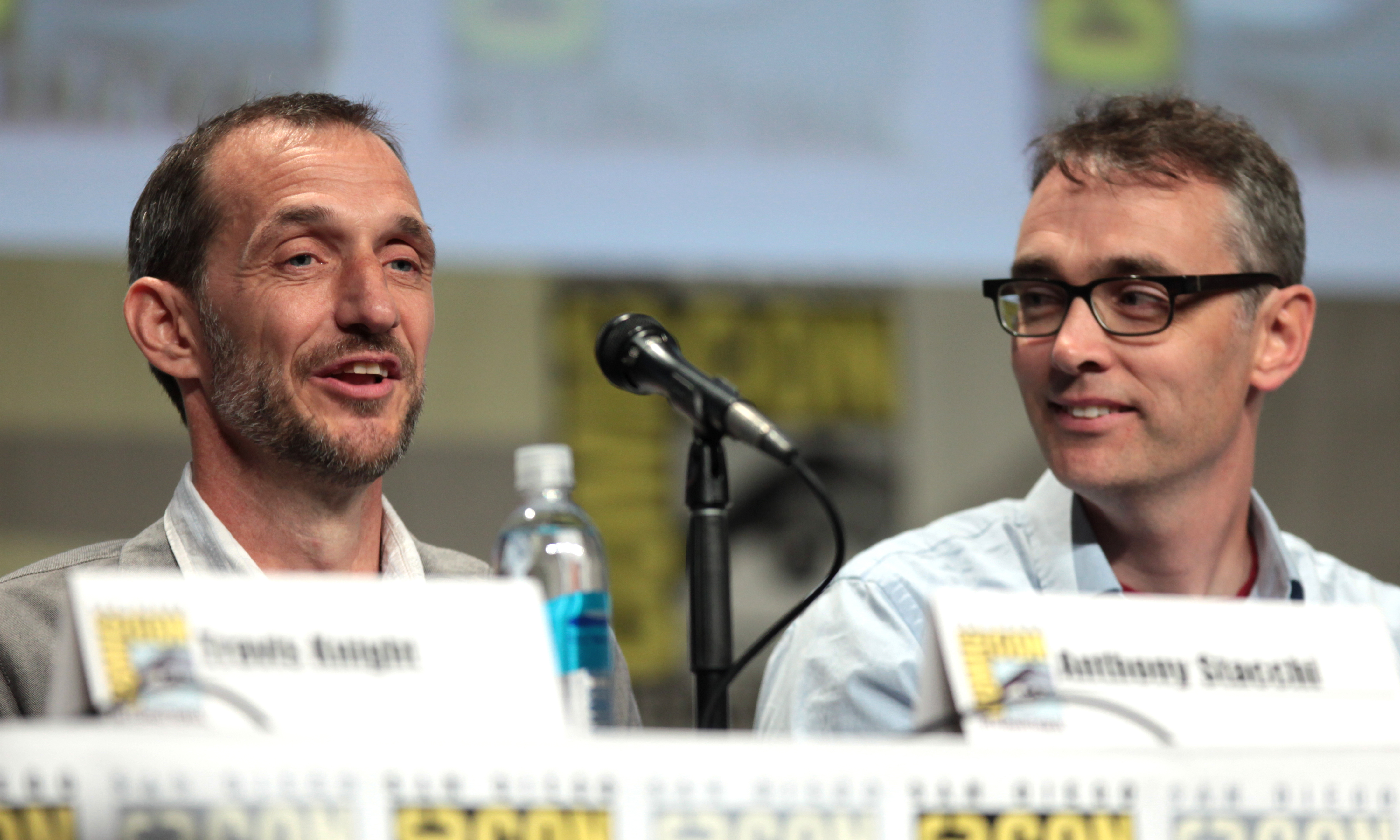
Les réalisateurs Graham Annable et Anthony Stacchi à la Comic-con de San Diego en 2014.

Les Boxtrolls est l'adaptation cinématographique du roman d'aventures fantastiques Les Chroniques de Pont-aux-Rats (Here Be Monsters) de l'auteur et dessinateur anglais Alan Snow, parus pour la première fois en 2006.
À l'instar des précédentes réalisations du studio Laika (Coraline, L'Étrange Pouvoir de Norman), le film a été tourné à l'ancienne, ce qui nécessite un travail considérable. Ainsi, il faut une semaine de travail pour réaliser 3,7 secondes de vidéo.

## Distinctions

### Récompense
- San Diego Film Critics Society Awards 2014 : meilleur film d'animation

### Nominations et sélections
- Mostra de Venise 2014 : hors compétition
- Festival du cinéma américain de Deauville 2014 : sélection hors compétition

- British Academy Film Awards 2015 : meilleur film d'animation
- Critics' Choice Movie Awards 2015 : meilleur film d'animation
- Golden Globes 2015 : meilleur film d'animation
- Oscars du cinéma 2015 : meilleur film d'animation
- Satellite Awards 2015 : meilleur film d'animation